# Gama-butirolactonă
γ- sau gama-butirolactona (de obicei, doar butirolactonă; abreviată ca GBL) este un compus organic de tip lactonă, fiind un compus pentaciclic. Este utilizat ca intermediar în sinteza altor compuși organici, precum este metil-2-pirolidona. GBL este un promedicament al acidului gama-hidroxibutiric (GHB), fiind utilizat ca drog recreațional cu efect deprimant al SNC.

## Obținere
Gama-butirolactona este produsă la nivel industrial prin reacția de dehidrogenare a 1,4-butandiolului și la temperaturi de 180–300 °C și presiune atmosferică, în prezența catalizatorilor de cupru:
Randamentul procesului este de aproximativ 95%. Purificarea compusului se poate face prin extracție în fază lichid-gaz.